# ريبيكا سورنسن
ريبيكا سورنسن (بالإنجليزية: Rebecca Sorensen)‏ هي متزلجة تزلج صدري أمريكية، ولدت في 28 ديسمبر 1972.